# 伍氏平蝦蛄
伍氏平蝦蛄（学名：Erugosquilla woodmasoni）为蝦蛄科平蝦蛄屬下的一个种。